# Garcinia bancana
Garcinia bancana är en tvåhjärtbladig växtart som först beskrevs av Friedrich Anton Wilhelm Miquel, och fick sitt nu gällande namn av Friedrich Anton Wilhelm Miquel. Garcinia bancana ingår i släktet Garcinia och familjen Clusiaceae. Utöver nominatformen finns också underarten G. b. curtisii.